# Maruleng
Maruleng – gmina w Republice Południowej Afryki, w prowincji Limpopo, w dystrykcie Mopani. Siedzibą administracyjną gminy jest Hoedspruit. Jest najmniejszą gminą w dystrykcie pod względem liczby ludności. 
W gminie znajduje się baza lotnicza Air Force Base Hoedspruit.